# 仙台火力発電所
仙台火力発電所（せんだいかりょくはつでんしょ）は、宮城県宮城郡七ヶ浜町代ヶ崎浜字前島1にある東北電力の天然ガス火力発電所。

## 概要
七ヶ浜半島の末端、松島湾内に面した特別名勝・松島の第2種保護地区に立地し、宮城県内をはじめ東北電力管内に電力を供給している。1959年（昭和34年）10月に1号機が運転を開始、3号機まで増設された。
その後、1～3号機が運転を開始してから40年以上が経ち、二酸化炭素の排出量削減および発電コストの低減による競争力強化の観点から、経年化した1～3号機を廃止し、新たに排熱回収型1,400℃級コンバインドサイクル発電方式を採用した4号機が建設され、2010年（平成22年）7月より運転を開始した。
燃料の天然ガスは、東新潟火力発電所隣接地の埠頭付近に設置したLNG基地からのパイプライン（総延長251km）を介して、東北天然ガスより供給を受けている。
2011年3月11日に発生した東北地方太平洋沖地震（東日本大震災）によって被災したため発電を停止していたが、同年12月20日に試運転を再開、翌年2月8日に営業運転を再開した。
2017年4月1日より、4号機の定格出力を変更し（44.6万kW→46.8万kW：2.2万kWの増）、運用を開始した。今回の増出力は、これまでの運転実績や性能試験の結果などを踏まえて実施するもので、設備の改修工事を伴わないガスタービンの出力制御プログラムの修正で対応している。
また、本発電所敷地内には、メガソーラー発電所である「仙台太陽光発電所」が建設され、2012年5月25日に運転を開始した。

## 発電設備
- 総出力：46.8万kW（2017年4月1日現在）[1]
- 敷地面積：約34万m2

4号機
発電方式：1,400℃級コンバインドサイクル発電方式
定格出力：46.8万kW
使用燃料：天然ガス
熱効率：約58%（低位発熱量基準）
営業運転開始：2010年（平成22年）7月29日
増出力：2017年4月1日
仙台太陽光発電所
出力：約2,000kW
太陽電池モジュール：多結晶シリコン
着工：2011年（平成23年）2月25日
営業運転開始：2012年（平成24年）5月25日

## 廃止された発電設備

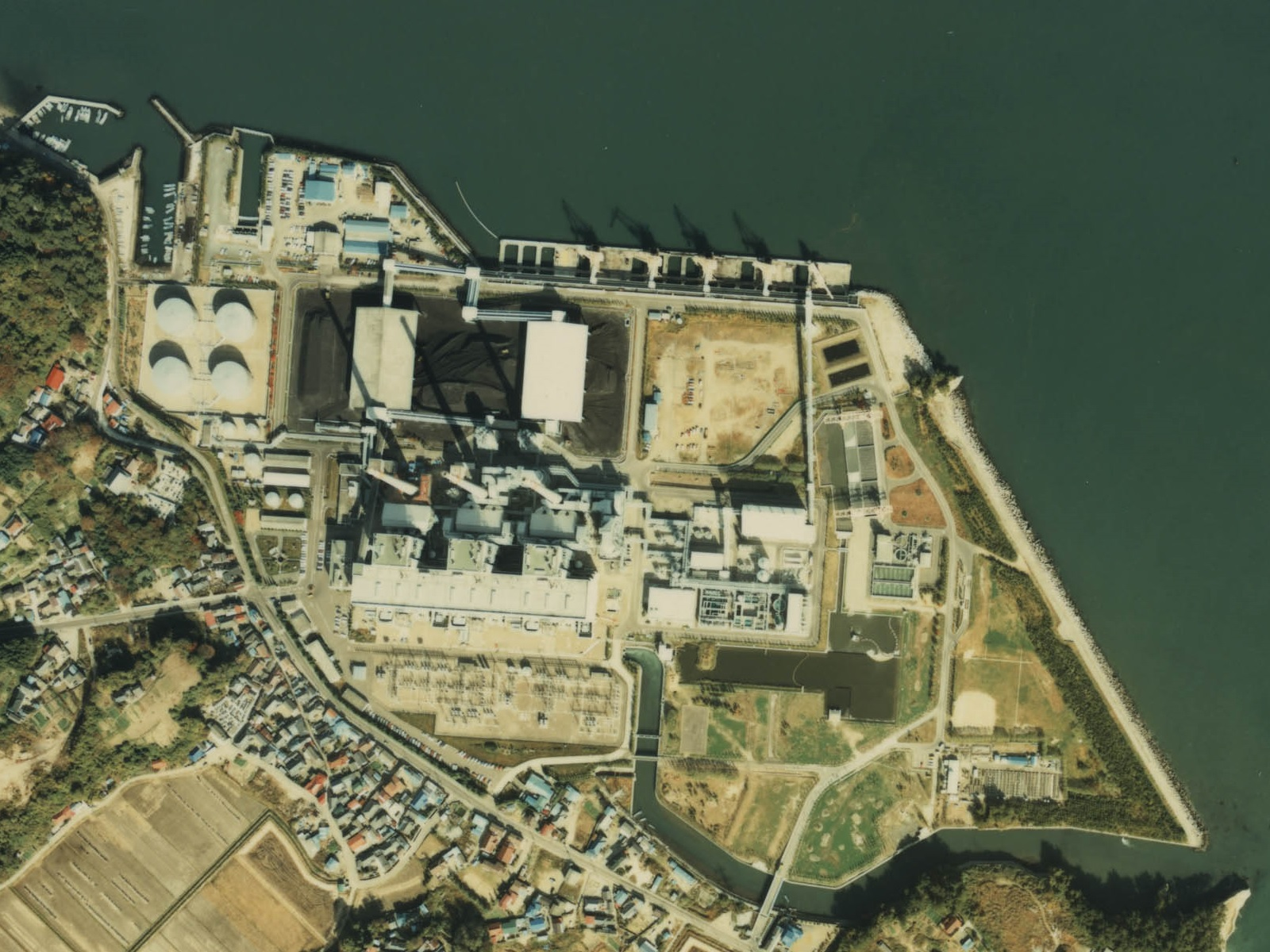
旧発電設備の空中写真。1984年撮影

- 総出力：52.5万kW
- 発電方式：汽力発電方式

1号機（廃止）
定格出力：17.5万kW
使用燃料：石炭、重油（当初は石炭専焼）
営業運転期間：1959年（昭和34年）10月 - 2007年（平成19年）8月
2号機（廃止）
定格出力：17.5万kW
使用燃料：石炭
営業運転期間：1960年（昭和35年）11月 - 2007年（平成19年）8月
3号機（廃止）
定格出力：17.5万kW
使用燃料：石炭
営業運転期間：1962年（昭和37年）6月 - 2004年（平成16年）3月

## 発電所としての特徴
- 燃焼ガス温度1,400℃級コンバインドサイクル発電方式では世界最高水準の熱効率を達成、撤去前の既設石炭火力と比較し、二酸化炭素排出量を半分以下に低減することができた。
- 4号機は東北電力としては初めてとなる、「リプレース工法」（新型機の建設と並行して、従来機を撤去）による建設だった。
- 冷却水用の水路（復水器にて使用）として、廃止した1～3号機の水路を活用。
- タービン建屋やボイラー等の外観は、松島の景観との調和を目指してデザイン（「瓦葺き屋根」と「白壁造り」をイメージ）された。
  - 「航空法」によって60mを超える建造物は、航空機からの視認のため外観を目立たせるよう（赤白など）義務付けられている。しかし、4号機は最も高い排気口でも59mに抑えられたので、このデザインが可能となった。

## 東北地方太平洋沖地震による被害

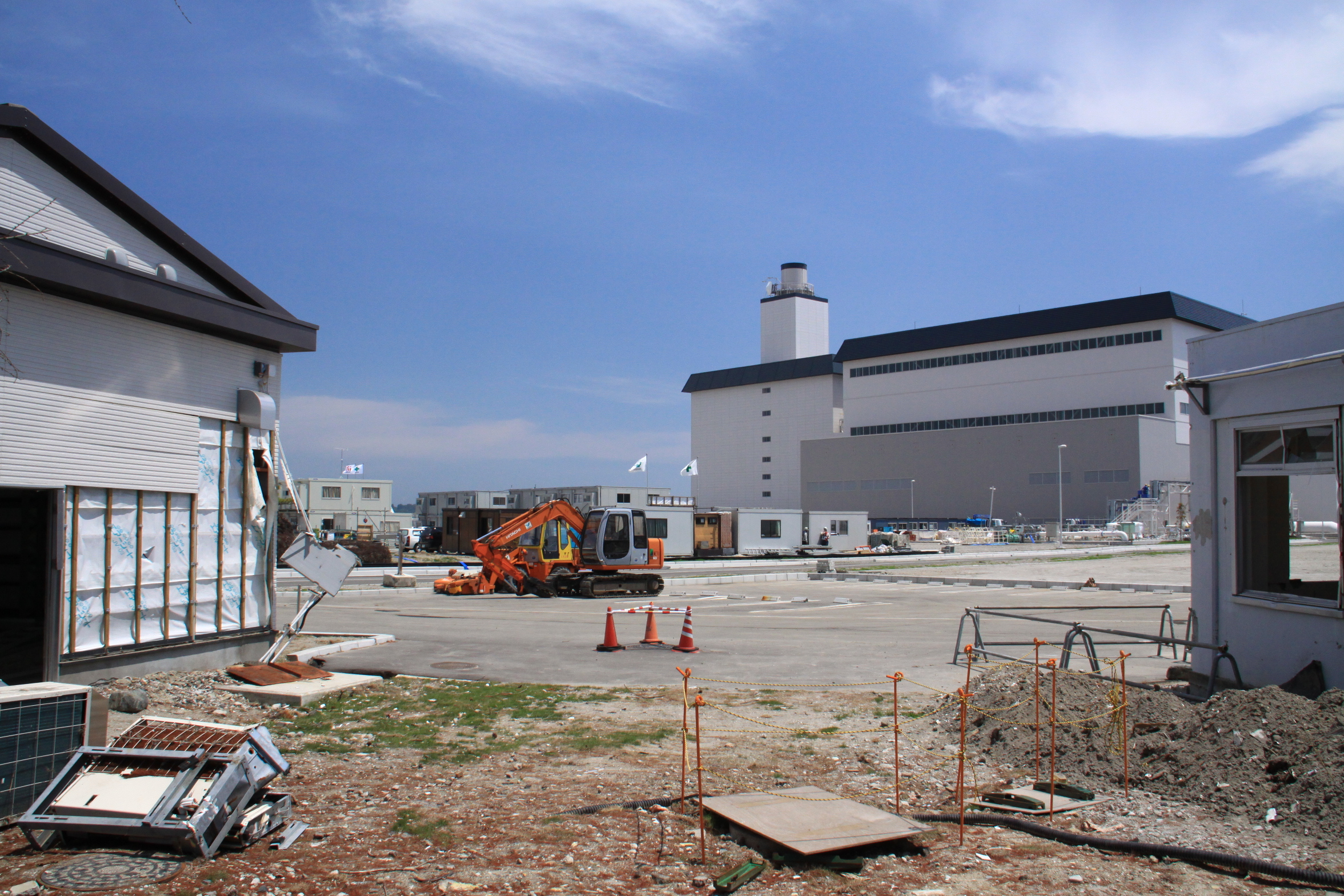
復旧作業中の仙台火力発電所（2011年6月7日撮影）

2011年（平成23年）3月11日14時46分頃に発生した東北地方太平洋沖地震によって被災。4号機は地震発生直後に自動停止した。その後津波によって1階部分が冠水した。
9月30日の発表では2012年（平成24年）3月の復旧を目指すとしていたが、昼夜2交替での作業などにより試運転開始を前倒しし、2011年（平成23年）12月20日に試運転を再開、翌年2月8日に営業運転を再開した。